# Vieirinha
Adelino André Vieira Freitas, meglio noto come Vieirinha (Guimarães, 24 gennaio 1986), è un ex calciatore portoghese, difensore o ala. Con la nazionale portoghese si è laureato campione d'Europa nel 2016.

## Caratteristiche tecniche
Nasce calcisticamente come ala destra, abile tecnicamente, si distingue soprattutto nell'effettuare assist per i compagni, possiede anche un buon tiro dalla distanza. Inoltre grazie alla propria duttilità tattica, durante la sua carriera calcistica ha arretrato il suo raggio d'azione, giocando costantemente come terzino destro.

## Carriera

### Club
Formatosi calcisticamente nelle giovanili del Vitória Guimarães, viene acquistato dal Porto, dove giocherà con la squadra riserve del Porto B per alcune stagioni. Dopo un prestito semestrale nella Liga de Honra, al Marco dove colleziona 13 presenze e 4 reti, nel campionato cadetto portoghese, si è unito alla prima squadra del Porto per la stagione 2006-2007. Vieirinha gioca la sua prima partita con la maglia dei Dragoes l'11 agosto 2006, nella Supercoppa di Portogallo, entrando al posto del connazionale Ricardo Quaresma al 70º, segnando all'esordio la rete del 3-0 definitivo contro il Vitória Setúbal. Vieirinha, per la stagione 2007-2008 viene ceduto in prestito alla neopromossa Leixões dove il 31 agosto 2007, segna una rete nella partita pareggiata in casa per 2-2 contro il Vitória Guimarães venendo anche espulso per doppia ammonizione durante la gara; con il Leixões totalizza tra campionato e coppe nazionali incluse 26 presenze e 3 reti in stagione. Per la stagione 2008-2009 si prospetta un altro prestito, questa volta in Grecia, nelle file del PAOK, che aveva espresso interesse per il giocatore. Alla fine di giugno 2008, il PAOK lo acquista a titolo definitivo dal Porto, dove rimane per tre stagioni e mezzo.
IL 3 gennaio 2012, si trasferisce definitivamente al Wolfsburg per 4 milioni, firmando un contratto triennale con il club tedesco. Con i Lupi colleziona globalmente in cinque anni e mezzo tra tutte le competizioni, 163 partite segnando 7 reti. Il 31 agosto 2017 fa ritorno nuovamente al PAOK per 1 milione, diventandone successivamente anche il capitano e simbolo del club greco. Il 12 maggio 2018 segna una rete su calcio piazzato nella finale della Coppa di Grecia, vinta per 2-0 contro l'Olympiacos, venendo nominato anche come miglior giocatore della partita. Nell'aprile del 2019, subisce un grave infortunio ai legamenti del ginocchio destro, nonostante ciò il 21 aprile successivo, scende in campo stoicamente, nei minuti finali della partita vinta per 5-0 in casa contro il Levadeiakos. Tuttavia grazie a questo risultato, il PAOK vincerà il campionato laureandosi Campione di Grecia, dopo ben 34 anni e per la terza volta nella sua storia.
L'11 maggio 2025, contro l'AEK Atene, gioca la sua ultima partita, annunciando così il suo ritiro dal calcio giocato.

### Nazionale
Compie tutta la trafila delle nazionali giovanili lusitane dall'Under-16 sino all'Under-23. Nel novembre 2011, viene convocato dal CT Paulo Bento per la prima volta in nazionale, durante i play-off di qualificazione all'Europeo 2012, contro la Bosnia ed Erzegovina, in sostituzione dell'infortunato Danny tuttavia senza mai debuttare.
Il 22 marzo 2013, fa il suo esordio con il Portogallo, nella gara pareggiata per 3-3 in trasferta contro l'Israele valida alle qualificazioni al Mondiale 2014 subentrando al 60º al posto di Silvestre Varela. Nel maggio del 2014 viene convocato per il mondiale 2014 in Brasile. Il 10 giugno successivo, segna la sua prima rete in nazionale, nell'amichevole vinta per 5-1 contro l'Irlanda. Il 17 novembre del 2015 gioca da capitano sotto la guida del CT Fernando Santos, (già suo allenatore ai tempi del Paok) l'amichevole disputata contro Lussemburgo vinta per 2-0 dal Portogallo.
Successivamente, viene convocato anche per gli Europei 2016 in Francia, dove sarà titolare nelle prime tre gare della fase a gironi, perdendo poi in seguito il posto da Cédric Soares. il 10 luglio si laurea Campione d'Europa dopo la vittoria in finale sulla Francia padrona di casa per 1-0, ottenuta grazie al goal decisivo di Éder durante i tempi supplementari.

## Statistiche

### Presenze e reti nei club
Statistiche aggiornate al 30 aprile 2021.
| Stagione         | Squadra          | Campionato       | Campionato | Campionato | Coppe nazionali | Coppe nazionali | Coppe nazionali | Coppe continentali | Coppe continentali | Coppe continentali | Altre coppe | Altre coppe | Altre coppe | Totale | Totale |
| Stagione         | Squadra          | Comp             | Pres       | Reti       | Comp            | Pres            | Reti            | Comp               | Pres               | Reti               | Comp        | Pres        | Reti        | Pres   | Reti   |
| ---------------- | ---------------- | ---------------- | ---------- | ---------- | --------------- | --------------- | --------------- | ------------------ | ------------------ | ------------------ | ----------- | ----------- | ----------- | ------ | ------ |
| 2005-2006        | Marco            | SL               | 13         | 4          | CP+CdL          | 2+0             | 0               | -                  | -                  | -                  | -           | -           | -           | 15     | 4      |
| 2006-2007        | Porto            | PL               | 8          | 0          | CP              | 1               | 0               | UCL                | -                  | -                  | SP          | 1           | 1           | 10     | 1      |
| 2007-2008        | Leixões          | PL               | 22         | 1          | TdP             | 0               | 0               | -                  | -                  | -                  | -           | -           | -           | 22     | 1      |
| 2008-2009        | PAOK             | SL               | 16+5       | 1+0        | CG              | -               | -               | -                  | -                  | -                  | -           | -           | -           | 21     | 1      |
| 2009-2010        | PAOK             | SL               | 28+6       | 7+0        | CG              | 2               | 0               | UEL                | 2                  | 0                  | -           | -           | -           | 38     | 7      |
| 2010-2011        | PAOK             | SL               | 26+5       | 4+2        | CG              | 4               | 1               | UCL+UEL            | 2+10               | 1+3                | -           | -           | -           | 47     | 11     |
| 2011-gen.-2012   | PAOK             | SL               | 13         | 5          | CG              | 1               | 0               | UEL                | 7                  | 2                  | -           | -           | -           | 23     | 9      |
| gen.-giu. 2012   | Wolfsburg        | BL               | 9          | 0          | CG              | -               | -               | -                  | -                  | -                  | -           | -           | -           | 9      | 0      |
| 2012-2013        | Wolfsburg        | BL               | 27         | 1          | CG              | 5               | 0               | -                  | -                  | -                  | -           | -           | -           | 32     | 1      |
| 2013-2014        | Wolfsburg        | BL               | 11         | 1          | CG              | 3               | 0               | -                  | -                  | -                  | -           | -           | -           | 14     | 1      |
| 2014-2015        | Wolfsburg        | BL               | 31         | 1          | CG              | 5               | 0               | UEL                | 10                 | 1                  | -           | -           | -           | 46     | 2      |
| 2015-2016        | Wolfsburg        | BL               | 26         | 1          | CG              | 2               | 0               | UCL                | 8                  | 1                  | SG          | 1           | 0           | 37     | 2      |
| 2016-2017        | Wolfsburg        | BL               | 21+2       | 1          | CG              | 2               | 0               |                    | -                  | -                  |             | -           | -           | 25     | 1      |
| Totale Wolfsburg | Totale Wolfsburg | Totale Wolfsburg | 127        | 5          |                 | 17              | 0               |                    | 18                 | 2                  |             | 1           | 0           | 162    | 7      |
| 2017-2018        | PAOK             | SL               | 24         | 1          | CG              | 5               | 1               | -                  | -                  | -                  | -           | -           | -           | 29     | 2      |
| 2018-2019        | PAOK             | SL               | 26         | 5          | CG              | 3               | 1               | UCL+UEL            | 4+4                |                    | -           | -           | -           | 29     | 6      |
| 2019-2020        | PAOK             | SL               | 20         | 5          | CG              | 3               | 1               |                    | -                  | -                  | -           | -           | -           | 23     | 6      |
| 2020-2021        | PAOK             | SL               | 21         | 4          | CG              | 4               | 1               | -                  | -                  | -                  | -           | -           | -           | 25     | 5      |
| 2021-2022        | PAOK             | SL               | 19         | 1          | CG              | 3               | 0               | UECL               | 10                 | 1                  | -           | -           | -           | 22     | 2      |
| Totale PAOK      | Totale PAOK      | Totale PAOK      | 209        | 35         |                 | 25              | 5               |                    | 51                 | 9                  |             | -           | -           | 275    | 49     |
| Totale carriera  | Totale carriera  | Totale carriera  | 379        | 45         |                 | 42              | 5               |                    | 59                 | 10                 |             | 2           | 1           | 475    | 61     |

### Cronologia presenze e reti in nazionale
| Cronologia completa delle presenze e delle reti in nazionale ― Portogallo | Cronologia completa delle presenze e delle reti in nazionale ― Portogallo | Cronologia completa delle presenze e delle reti in nazionale ― Portogallo | Cronologia completa delle presenze e delle reti in nazionale ― Portogallo | Cronologia completa delle presenze e delle reti in nazionale ― Portogallo | Cronologia completa delle presenze e delle reti in nazionale ― Portogallo | Cronologia completa delle presenze e delle reti in nazionale ― Portogallo | Cronologia completa delle presenze e delle reti in nazionale ― Portogallo |
| Data                                                                      | Città                                                                     | In casa                                                                   | Risultato                                                                 | Ospiti                                                                    | Competizione                                                              | Reti                                                                      | Note                                                                      |
| ------------------------------------------------------------------------- | ------------------------------------------------------------------------- | ------------------------------------------------------------------------- | ------------------------------------------------------------------------- | ------------------------------------------------------------------------- | ------------------------------------------------------------------------- | ------------------------------------------------------------------------- | ------------------------------------------------------------------------- |
| 22-3-2013                                                                 | Tel Aviv                                                                  | Israele                                                                   | 3 – 3                                                                     | Portogallo                                                                | Qual. Mondiali 2014                                                       | -                                                                         | 60’                                                                       |
| 26-3-2013                                                                 | Baku                                                                      | Azerbaigian                                                               | 0 – 2                                                                     | Portogallo                                                                | Qual. Mondiali 2014                                                       | -                                                                         |                                                                           |
| 7-6-2013                                                                  | Lisbona                                                                   | Portogallo                                                                | 1 – 0                                                                     | Russia                                                                    | Qual. Mondiali 2014                                                       | -                                                                         | 90+2’                                                                     |
| 10-6-2013                                                                 | Ginevra                                                                   | Croazia                                                                   | 0 – 1                                                                     | Portogallo                                                                | Amichevole                                                                | -                                                                         | 46’                                                                       |
| 6-9-2013                                                                  | Belfast                                                                   | Irlanda del Nord                                                          | 2 – 4                                                                     | Portogallo                                                                | Qual. Mondiali 2014                                                       | -                                                                         | 65’                                                                       |
| 10-9-2013                                                                 | Foxborough                                                                | Brasile                                                                   | 3 – 1                                                                     | Portogallo                                                                | Amichevole                                                                | -                                                                         | 84’                                                                       |
| 31-5-2014                                                                 | Oeiras                                                                    | Portogallo                                                                | 0 – 0                                                                     | Grecia                                                                    | Amichevole                                                                | -                                                                         | 70’                                                                       |
| 6-6-2014                                                                  | Foxborough                                                                | Messico                                                                   | 0 – 1                                                                     | Portogallo                                                                | Amichevole                                                                | -                                                                         | 58’                                                                       |
| 10-6-2014                                                                 | East Rutherford                                                           | Portogallo                                                                | 5 – 1                                                                     | Irlanda                                                                   | Amichevole                                                                | 1                                                                         | 73’                                                                       |
| 26-6-2014                                                                 | Brasilia                                                                  | Portogallo                                                                | 2 – 1                                                                     | Ghana                                                                     | Mondiali 2014 - 1º turno                                                  | -                                                                         | 69’                                                                       |
| 7-9-2014                                                                  | Aveiro                                                                    | Portogallo                                                                | 0 – 1                                                                     | Albania                                                                   | Qual. Euro 2016                                                           | -                                                                         | 46’                                                                       |
| 11-10-2014                                                                | Saint-Denis                                                               | Francia                                                                   | 2 – 1                                                                     | Portogallo                                                                | Amichevole                                                                | -                                                                         | 84’                                                                       |
| 31-3-2015                                                                 | Estoril                                                                   | Portogallo                                                                | 0 – 2                                                                     | Capo Verde                                                                | Amichevole                                                                | -                                                                         |                                                                           |
| 13-6-2015                                                                 | Erevan                                                                    | Armenia                                                                   | 2 – 3                                                                     | Portogallo                                                                | Amichevole                                                                | -                                                                         |                                                                           |
| 16-6-2015                                                                 | Ginevra                                                                   | Italia                                                                    | 0 – 1                                                                     | Portogallo                                                                | Amichevole                                                                | -                                                                         | 46’                                                                       |
| 4-9-2015                                                                  | Lisbona                                                                   | Portogallo                                                                | 0 – 1                                                                     | Francia                                                                   | Amichevole                                                                | -                                                                         | 61’                                                                       |
| 7-9-2015                                                                  | Elbasan                                                                   | Albania                                                                   | 0 – 1                                                                     | Portogallo                                                                | Qual. Euro 2016                                                           | -                                                                         | 54’                                                                       |
| 17-11-2015                                                                | Lussemburgo                                                               | Lussemburgo                                                               | 0 – 2                                                                     | Portogallo                                                                | Amichevole                                                                | -                                                                         | cap.                                                                      |
| 25-3-2016                                                                 | Leiria                                                                    | Portogallo                                                                | 0 – 1                                                                     | Bulgaria                                                                  | Amichevole                                                                | -                                                                         |                                                                           |
| 29-5-2016                                                                 | Porto                                                                     | Portogallo                                                                | 3 – 0                                                                     | Norvegia                                                                  | Amichevole                                                                | -                                                                         | 79’                                                                       |
| 2-6-2016                                                                  | Londra                                                                    | Inghilterra                                                               | 1 – 0                                                                     | Portogallo                                                                | Amichevole                                                                | -                                                                         |                                                                           |
| 8-6-2016                                                                  | Lisbona                                                                   | Portogallo                                                                | 7 – 0                                                                     | Estonia                                                                   | Amichevole                                                                | -                                                                         | 46’                                                                       |
| 14-6-2016                                                                 | Saint-Étienne                                                             | Portogallo                                                                | 1 – 1                                                                     | Islanda                                                                   | Euro 2016 - 1º turno                                                      | -                                                                         |                                                                           |
| 18-6-2016                                                                 | Parigi                                                                    | Portogallo                                                                | 0 – 0                                                                     | Austria                                                                   | Euro 2016 - 1º turno                                                      | -                                                                         |                                                                           |
| 22-6-2016                                                                 | Lione                                                                     | Ungheria                                                                  | 3 – 3                                                                     | Portogallo                                                                | Euro 2016 - 1º turno                                                      | -                                                                         |                                                                           |
| Totale                                                                    |                                                                           | Presenze                                                                  | 25                                                                        |                                                                           | Reti                                                                      | 1                                                                         |                                                                           |

## Palmarès

### Club

#### Competizioni nazionali
- Campionato portoghese: 1

Porto: 2006-2007
- Supercoppa di Portogallo: 1

Porto: 2007
- Coppa di Germania: 1

Wolfsburg: 2014-2015
- Supercoppa di Germania: 1

Wolfsburg: 2015
- Coppa di Grecia: 3

PAOK: 2017-2018, 2018-2019, 2020-2021
- Campionato greco: 2

PAOK: 2018-2019, 2023-2024

### Nazionale
- Campionato d'Europa Under-17: 1

2003
- Campionato d'Europa: 1

Francia 2016

### Individuale
- Calciatore straniero dell'anno del campionato greco: 2

2011, 2019